# Innwa
Innwa o Inwa (coneguda abans com a Ava, birmà အင်းဝမြို့ wa. mrui.) és una ciutat de Myanmar i antiga capital de Birmània, a la riba del Irawaddy (Ayeyarwady) i el seu afluent Myt-nge o Myitnge o Doktawaddy (i el torrent Myt-tha), dins la província de Mandalay, al sud d'Amarapura. Porta el títol de Ratanapura (birmà ရတနာပူရ) o "Ciutat de les Gemmes" en pali. Inwa vol dir "Boca del Llac" (in = llac wa = boca).

## Història
Fou la capital de Birmània del 1364 al 1841. La va fundar el rei Thadominbya en una illa artificial a la confluència del Ayeyarwady i el Myitnge i va substituir a Sagaing ocupada pels Xans (shans). Ava va recuperar l'hegemonia perduda després del col·lapse de Pagan (l'imperi fundat per Anawratha el 1057).
El regne d'Ava va lluitar contra els thais i els xan. Els thais van fer diverses incursions a la ciutat. Fou saquejada pels xans el 1527. El 1555 va caure en mans del rei Bayin Naung de Toungoo o Taungoo (que l'assetjava feia algun temps) i es va formar un segon imperi birmà; el rei de Taungoo, Tabinshwehti, va tornar la capital a Ava el 1636.
El 1752 els mons o talaing van saquejar la ciutat i dos anys després el fundador de la nova dinastia birmana (dinastia Konbaung, o tercer imperi birmà) Alaungpaya, va derrotar els mons i va establir la capital a Shwebo, però al cap de poc temps va retornar a Ava.
Després de la conquesta britànica de la baixa Birmània (guerra anglo-birmana del 1852-1853) el territori independent de l'alta Birmània fou conegut generalment com a Regne d'Ava. Sota el rei Bodawpaya (1781-1819) la capital es va traslladar a Amarapura el 1783, però el seu successor Bagyidaw (1819-1837) va retornar a Ava el 1823. Un terratrèmol va damnar seriosament la ciutat el 1839 i el 1841 i la capital es va traslladar a Amarapura on el rei ja residia feia un parell d'anys.
Les restes d'Ava actuals no són molt importants, ja que la major part dels palaus foren destruïts el 1839. Destaquen el temple Maong-Ratna i el Mahamrat-muni. Les principals pagodes són la Lawkamanaung, la Yatanamanaung, la Zinamanaung, la Tuthamanaung, i la Ngamanaung, construïda pel rei Sanemintayagyi el 944; i la Shwezigon, construïda pel rei Mingyizwa Sawke el 1167.
Abans del domini britànic Sagaing, a l'altre costat del riu, i després Amarapura 6 km al nord, foren incorporada a l'administració de la ciutat, formant un districte amb 746 km² i 354.200 habitants dels que uns 50000 a la mateixa Ava, però el 1755 la ciutat no tenia més de vuit o nou mil habitants i al segle xix encara va baixar. Quan fou ocupada pels britànics el 1853 fou cap d'un districte, però després aquest fou incorporat al de Sagaing.

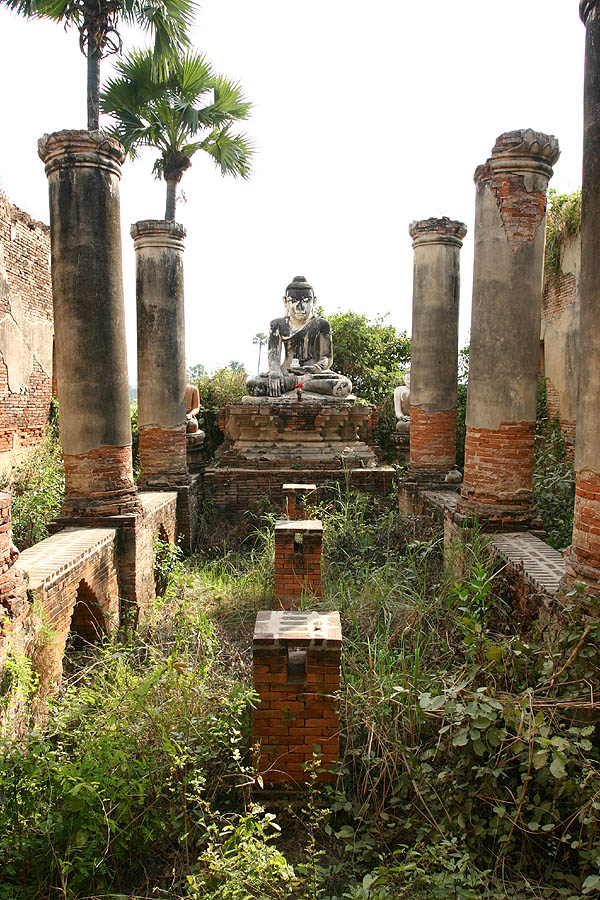
Ruïnes a Ava.

## Llocs interessants
1. Maha Aungmye Bonzan, monestir budista construït per Nanmadaw Mè Nu, reina esposa de Bagyidaw, el 1818
2. Nanmyin, torre de vigilància de 27 metres
3. Monument a Judson, en memòria del missioner americà Adoniram Judson, al lloc on fou empresonat durant la primera guerra anglo-birmana (1824-26)
4. Htihlaing Shin Paya, stupa construïda pel rei Kyanzittha de Pagan al segle XI
5. Pont d'Ava, pont construït pels britànics el 1834